# Пейсин, Абрам Яковлевич
Абрам Яковлевич Пейсин (4 марта 1894, Старица, Тверская губерния — 24 января 1954, Ленинград) — советский композитор, дирижёр и педагог.

## Биография
Окончил Ленинградскую консерваторию по классу композиции (1937), ученик М. О. Штейнберга. Младший брат — Илья Яковлевич Бражнин (Пейсин).
Автор опер, увертюр, композиций, музыки к театральным спектаклям и кинофильмам.

## Сочинения

### Оперы
- Шалонь (Большие дни, Ленинград, радио, 1934)
- Дочь трех отцов (1944)
- Василий Теркин (по А. Твардовскому, 1954)
- Бомбей (музыкальная драма, Ленинград, 1930)

### Балеты
- Сорочинская ярмарка (по Н. Гоголю, Ленинград, 1940)
- Выстрел с «Авроры» (Ленинград, 1947)
- Весна колхозная (Ленинград, 1947)

### Оперетты
- Понимать надо (Ленинград, 1929)
- В трех соснах (Ленинград, 1929)
- Перепутанные портфели (Ленинград, 1930)
- Моряки (Свердловск, 1940)
- Затмение сердца (1946)
- Фабрика чудес (1947)

### Увертюры для симфонического оркестра
- Новгород, Болотников

### Для голоса и симфонического оркестра
- Интернациональная поэма (слова Эс-Хабиб-Ва-Фа, 1935)
- Песнь о Ленине (слова Дударова, 1938)
- Концерт (1939)

### Литературно-музыкальная композиция
- Василий Теркин (сл. А. Твардовского, 1947)

### Другое
- Фортепианный квинтет (1954)
- Струнный квартет
- Соната

## Песни
- Песня о Ленине[1]

## Сценография

### Воронежский драматический театр
- Маскарад (1936)[2]

### Ленинградский театр-студия под руководством С. Э. Радлова
- Баку (1937) — музыка, совм. с Арамом Ильичем Хачатуряном[3]

### Большой драматический театр
- Человек с ружьем (1938)[4]